# Phalloceros pellos
Espèce
Phalloceros pellos est une espèce de poisson du genre Phalloceros et de la famille des Poeciliidae.